# 하비 메이슨
하비 메이슨(영어: Harvey Mason, 1947년 2월 22일 ~ )은 미국의 재즈 드러머, 음반 프로듀서, 밴드 포플레이의 멤버이다.
1960년대에 버클리 음악 대학에 입학한 메이슨은 음악에 대한 업적과 영향력, 그리고 미국과 국제 문화에 대한 지속적인 기여로 버클리의 2015년 졸업식에서 명예 박사 학위를 받았다.

## 생애 및 경력
메이슨은 미국 뉴저지주 애틀랜틱시티에서 태어나고 자랐으며 애틀랜틱시티 고등학교를 다녔다. 그는 4살 때 군악대의 드러머였던 아버지의 도움으로 드럼을 치기 시작했다.

## 장비
메이슨은 카노푸스 드럼, 무라트 디릴 심벌즈, 레모 드럼헤드, DW 페달, 빅 퍼스 드럼 스틱을 지원한다. 메이슨은 자신만의 빅 퍼스 하비 메이슨 시그니처 드럼 스틱과 빅 퍼스 하비 메이슨 카멜레온 시그니처 드럼 스틱을 가지고 있다.

## 음반 목록
With 조지 벤슨
- Breezin' (Warner Bros., 1976)
- In Flight (Warner Bros., 1977)
- Weekend in L.A. (Warner Bros., 1978) – live recorded in 1977
- Collaboration with 얼 클루 (Warner Bros., 1987)
- Guitar Man (Concord Jazz, 2011)

With 브라더스 존슨
- Look Out for #1 (A&M, 1976)
- Right on Time (A&M, 1977)
- Blam! (A&M, 1978)

With 도널드 버드
- Street Lady (Blue Note, 197)
- Stepping into Tomorrow (Blue Note, 1975) – recorded in 1974
- Places and Spaces (Blue Note, 1975)
- Caricatures (Blue Note, 1976)

With 카시오페아
- FOUR BY FOUR (Alfa, 1982)
- Light and Shadows (Pony Canyon, 1997)

With 허비 행콕
- Head Hunters (Columbia, 1973)
- Man-Child (Columbia, 1975) – recorded in 1974-75
- Sunlight (Columbia, 1978)
- Mr. Hands (Columbia, 1980)
- Mr. Funk (Columbia, 1998) – Compilation recorded in 1972-88